# Anfiteatro de Tours

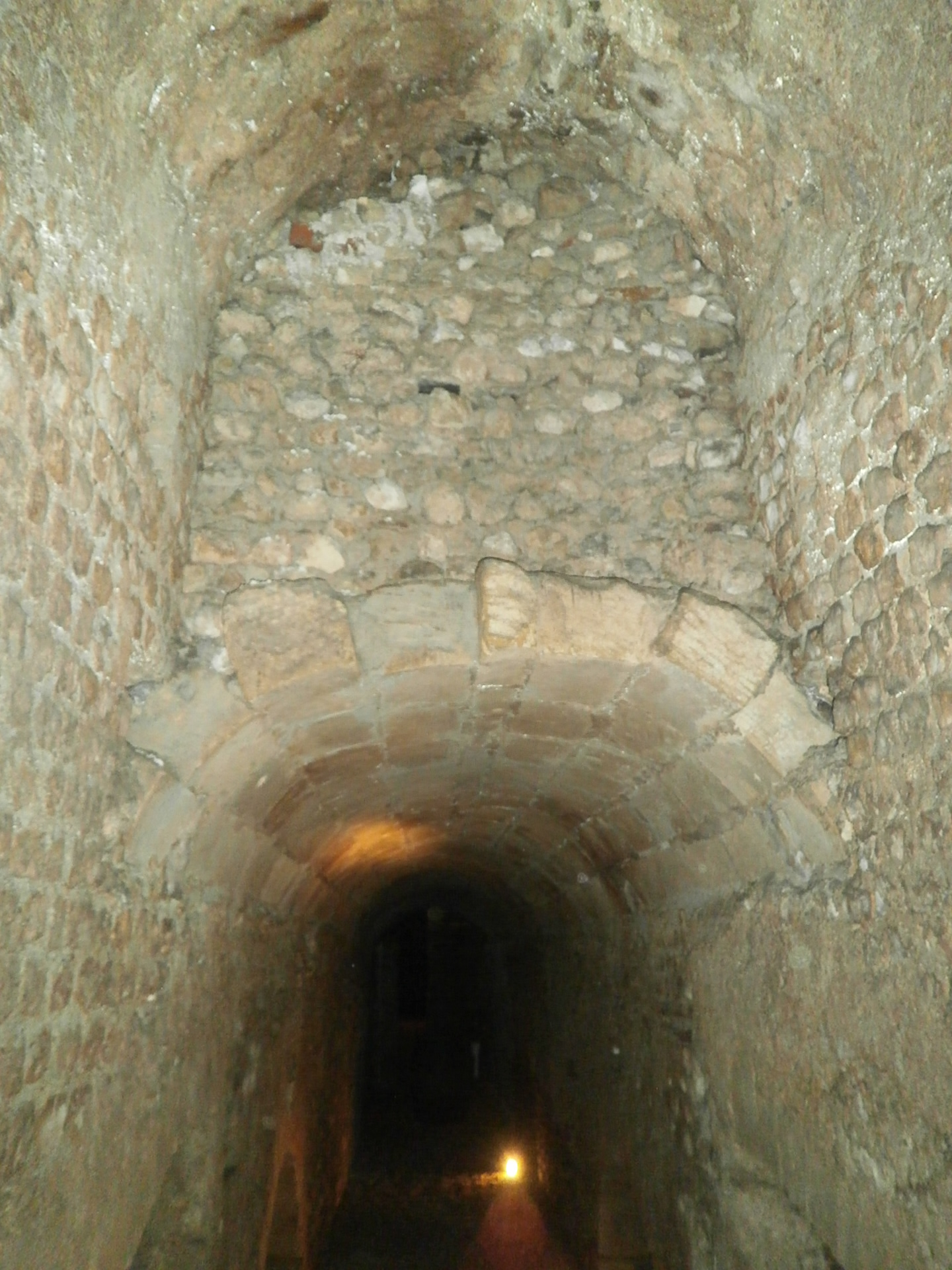
Galeria Oeste do Anfiteatro de Tours

O anfiteatro de Tours é um anfiteatro romano situado no centro histórico da cidade de Tours, França, logo atrás da conhecida catedral de Tours. Foi erguido no século I, quando a cidade era denominada Cesaroduno. Foi edificado no alto de uma pequena monte nas redondezas do antigo espaço urbano, tornando-o protegido contra enchentes.
A estrutura era em forma elíptica de aproximadamente 122 metros por 94 metros. De acordo com o seu desenho, é classificado como um anfiteatro "primitivo". Ao contrário do famoso Coliseu, que era feito principalmente de alvenaria e construído acima do solo, o anfiteatro de Tours foi feito principalmente de terra e criado movendo solo e rocha em forma de tigela.